# The File on Thelma Jordon
The File on Thelma Jordon (Brasil: A Confissão de Telma / Portugal: Duas Confissões)[carece de fontes?] é um filme estadunidense de 1949, do gênero filme noir, dirigido por Robert Siodmak e estrelado por Barbara Stanwick e Wendell Corey. Pela terceira vez, Barbara interpreta uma assassina na Paramount Pictures, agora neste filme bem produzido, porém inferior ao clássico Double Indemnity (1944) e muito semelhante a The Strange Love of Martha Ivers (1946). Os pontos altos são o elenco homogêneo, muito elogiado, principalmente a protagonista, e a fotografia de George Barnes.
Como o filme estreou nos [[
EUA somente em meados de janeiro de 1950, ele aparece em algumas fontes como sendo daquele ano.

## Sinopse
Thelma Jordon procura o promotor de justiça Cleve Marshall e pede-lhe ajuda para resolver os contínuos roubos sofridos por sua tia Vera. Apesar de casado, Cleve logo inicia um romance com Thelma, porém suspeita que ela guarda um segredo. Quando Vera aparece morta, ela lhe confessa que vivia com o ladrão de joias Tony Laredo, mas que estava tudo acabado. Os dois tentam apagar possíveis vestígios que poderiam incriminar Thelma, e quando ela finalmente é presa, Cleve consegue levar o júri a inocentá-la. Na verdade, Thelma matara a tia e planeja fugir com Tony após o julgamento. A partir daí, uma série de eventos arruína a vida do promotor.

## Elenco
| Ator/Atriz       | Personagem                |
| ---------------- | ------------------------- |
| Barbara Stanwick | Thelma Jordon             |
| Wendel Corey     | Cleve Marshall            |
| Paul Kelly       | Miles Scott               |
| Joan Tetzel      | Pamela Marshall           |
| Stanley Ridges   | Kingsley Willis           |
| Richard Rober    | Tony Laredo               |
| Minor Watson     | Calvin Blackwell          |
| Barry Kelley     | Procurador William Pierce |
| Kasey Rogers     | Dolly                     |
| Basil Ruysdael   | Juiz Jonathan Hancock     |
| Jane Novak       | Mrs. Blackwell            |